# Strukturalisme
 Der er for få eller ingen kildehenvisninger i denne artikel, hvilket er et problem. Du kan hjælpe ved at angive troværdige kilder til de påstande, som fremføres i artiklen.

Strukturalismen var og er et videnskabsteoretisk oprør inden for de discipliner, den bliver brugt i. I sprogvidenskaben og antropologien blev den en reaktion på historisme og atomistisk tilgang til fagene og i narratologien blev den et oprør med den hermeneutiske tilgang. 
Idéhistorikeren Michel Foucault analyserede samtidig strukturalismens fremkomst, som et oprør mod den humanisme, der havde regeret videnskaben de sidste to århundreder.

## Strukturalismen generelt
Strukturalismen har to formål, som samtidig hviler på to præmisser.
1. At finde det invariable bag variable
  1. Bag alle fænomener findes et system/en struktur
2. At få objektiv erkendelse
  1. Systemet/Strukturen kan udledes ved analyse.

## Systemets kendetegn
Bag alle fænomener/alle form for udtryk, der forekommer i verden, findes der forskellige afgrænsede systemer. Dette system er, hvad der giver de forskellige udtryk mening. Relationerne imellem de forskellige udtryk i et givent system er dette systems struktur. Strukturalismen søger at afdække denne struktur.
Et system ligger altid skjult under en række udtryk, som fx en tekst eller et sprog. Det er noget der er til stede kollektivt, og dannes i det sociale. Systemet ligger dog ubevidst indlejret i det sociale, og det er derfor kun gennem videnskabelig analyse, at man kan finde systemet bag udtrykkene (finde det invariable bag det variable), og efter at have analyseret sig frem til strukturen bag udtrykkene har man nået den objektive erkendelse.
De forskellige systemer er hermetisk lukkede og analogt afgrænsede, men er ofte meget omfattende. Det danske sprogsystem og det engelske er eksempelvis ikke ved at flyde sammen, bare fordi vi låner nogle udtryk derfra, vi sætter det ind i vores eget sprogsystem, og giver det vores eget særegne kendetegn. 
Inden for systemerne gælder der en lang række regler for strukturerne. Strukturen består først og fremmest af en lang række elementer, som kun eksisterer afhængigt af hinanden. Disse elementer defineres på samme måde ved deres relationer til hinanden. Ethvert element kan ikke stå alene, de giver kun mening i kraft af deres tilstedeværelse i strukturen (på samme måde som en skakbrik kun giver mening i skakspillet, en dronning uden for skakspillet er ikke meget værd).

## Strukturalistisk sprogvidenskab
Sprogvidenskaben var oprindeligt den, der startede strukturalismen i 1960'erne. Ferdinand Saussures havde en idé om, at sprogvidenskaben bestod af to dele, sprogbrugen, der var det talte sprog, og sprogsystemet, der definerede det talte sprogs værdi.
Målet var her at finde ud af, hvorfor visse ord/idiomatier (kaldet tegn) dukkede op i forhold til hinanden, og hvilke værdier de havde.
Bl.a. danskeren Louis Hjemslev, der efterfulgte Saussure, lavede en videnskabelig analyse af sproget, der skulle skabe et grundlag for at afdække de strukturer, der lå til grund for sprogvidenskaben.

## Strukturalistisk Antropologi
Claude Levi-Strauss var en af de første, der så perspektiver i sprogvidenskabens strukturalismes brug i andre faglige discipliner. Han så de variable kulturelle tilvalg og manifestationer, som tilsvarende de sprogligt variable udtryk, han ville finde en struktur bag.
Dette gjorde han først og fremmest i slægtskabsforhold, men også i de mytiske fortællinger, som han fandt strukturen bag, som dermed kunne sige noget om et bestemt "menneske" (fra det gamle Grækenland fx).

## Strukturalistisk narratologi
Den strukturalistiske narratologi forsøgte at finde det invariable bag visse typer fortællinger. En af de første strukturalistiske narratologer var Vladimir Propp, der stod bag aktantmodellen til analyse af folkeeventyr.